# Raffaello Matarazzo
Pour les articles homonymes, voir Matarazzo.
Raffaello Matarazzo, né le 17 août 1909 à Rome et mort le 17 mai 1966 dans la même ville, est un réalisateur, scénariste et producteur de cinéma italien.
Fils de Napolitains établis à Rome, Raffaello Matarazzo débute dans le métier en 1931, aux studios romains de la Cines après avoir emprunté la voie de la critique, en particulier pour L'Italia lettereria. Il est d'abord assistant de Mario Camerini (Le Retour de Figaro, 1931), puis scénariste pour des films de Nunzio Malasomma et Guido Brignone. Sa première mise en scène Treno popolare (1933), constitue une œuvre annonciatrice du cinéma néo-réaliste et un des premiers grands films parlants européens. Au cours des années 1930, Matarazzo se spécialise dans des comédies de mœurs. Émigré en Espagne, au moment de la Seconde Guerre mondiale, Matarazzo retourne en Italie en 1946. En 1950, Le Mensonge d'une mère, mélodrame au succès aussi considérable qu'inattendu, l'orientera sur cette voie pour de nombreux autres films, tous interprétés par le célèbre couple de comédiens Amedeo Nazzari et Yvonne Sanson. Après avoir bénéficié d'une grande popularité, les films de Raffaello Matarazzo perdront assez brusquement de leur attrait vis-à-vis du public à la fin des années 1950. Ne parvenant pas à renouveler son style de cinéma et souffrant d'une forme d'isolement public et critique dans les années 1960, Matarazzo décède dans une relative indifférence en 1966.
Mal connu en Francophonie, Matarazzo est un cinéaste populaire et renommé dans son pays. « Ses films témoignent d'un sens profond du désespoir, de la passion amoureuse, du destin », selon le critique Jean A. Gili. « Le fait que Matarazzo ne soit pas encore considéré comme l'un des premiers cinéastes d'Italie est une erreur que les générations futures de cinéphiles ne manqueront pas de rectifier. En ce qui concerne plus particulièrement les années 1929-1943, Alessandro Blasetti et Mario Camerini, généralement considérés comme les meilleurs cinéastes de la période, et qui, certes, ne manquent pas de talent, sont des écoliers comparés à lui », écrit, pour sa part, Jacques Lourcelles.
C'est Matarazzo qui persuada le compositeur Nino Rota de travailler pour le cinéma, et la musique de Treno popolare fut la première qu'il ait signée.

## Biographie

### Les débuts

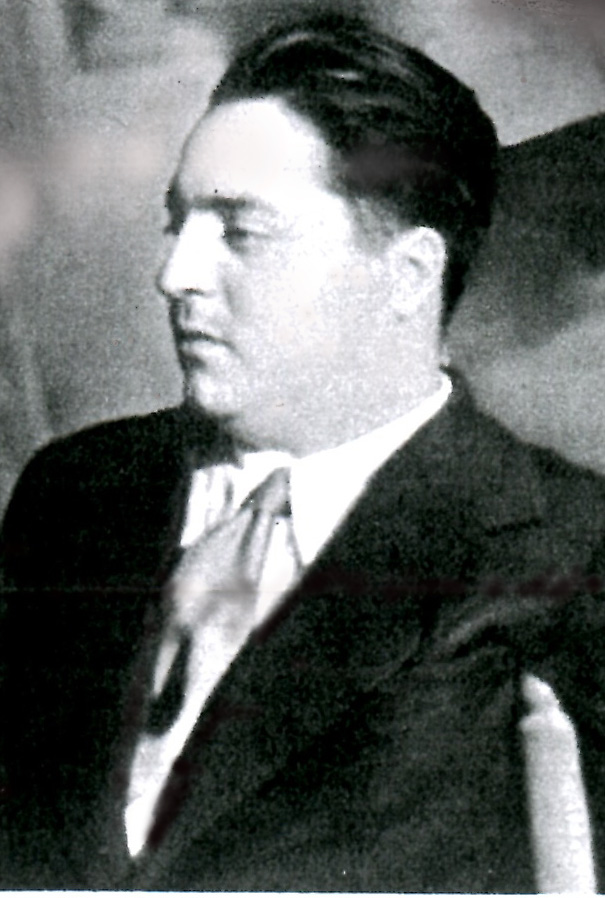
Raffaello Matarazzo en 1936.

Né à Rome dans une famille d'origine napolitaine, il devient rapidement orphelin avec ses deux frères d'un père mort pendant la Grande Guerre. Il doit alors travailler comme coursier pour subvenir à ses besoins tout en suivant des études secondaires classiques. Il s'intéresse très tôt au cinéma et entre en 1929, alors qu'il n'a pas encore 20 ans, à la rédaction du quotidien romain Il Tevere, où il se voit confier la page cinéma dans laquelle, dès le premier article du 25 mars, il parle de la « renaissance du cinéma italien ». Dans le même journal, il propose la création d'une « Université du cinéma », composée d'une institution, d'un périodique (le futur Bianco e Nero), d'une école de formation pour les cinéastes — acteurs, réalisateurs et techniciens — et d'une section de cinéma éducatif pour les jeunes. Un projet similaire verra le jour le 28 juillet 1930 avec la création de la Scuola nazionale di cinematografia (ancêtre du Centro sperimentale di cinematografia) à l'Académie nationale Sainte-Cécile, dont Matarazzo occupera le poste de secrétaire.
Toujours en 1930, il fonde, avec Alessandro Blasetti et d'autres intellectuels, le Gruppo centrale di cultura cinematografica, qui donne naissance au premier cinéclub italien, où certains films étrangers interdits par le régime sont projetés en version originale, tolérée par la censure. À la même époque, il collabore également avec Blasetti en écrivant pour les revues qu'il a fondées, où il publie en feuilleton un récit intitulé L'incantatrice del sud et la nouvelle satirique Le avventure di Mr Boroh Talk, denigratore di vergini. Il participe activement aux discussions sur l'avènement du son, où il a l'occasion de rencontrer les réalisateurs Mario Camerini et Carlo Ludovico Bragaglia, et c'est ce dernier qui lui commande un scénario pour un film qui ne sera toutefois pas réalisé par la suite. Entre-temps, il est également appelé à travailler comme chef du bureau de presse du Dopolavoro dell'Urbe.
En 1931, il quitte le journalisme et devient correcteur de scénarios de films à la Cines. Il fait ses premiers pas sur un plateau pendant le tournage du Retour de Figaro comme assistant réalisateur de Camerini, à qui il reconnaîtra de grands mérites dans sa propre formation technico-artistique, et où il travaillera aux côtés de Mario Soldati, également assistant à la Cines à l'époque.
Après avoir écrit le scénario de quelques films (La telefonista (it) de Nunzio Malasomma — pour lequel il a également cosigné les paroles des deux chansons qui font partie de la bande son — et Due cuori felici (it) de Baldassarre Negroni), il commence son activité de réalisateur en réalisant l'un des 12 documentaires produits par la Cines pour célébrer les œuvres du régime fasciste, Littoria — la Latina moderne — sur la mise en valeur des marais pontins. Le résultat est si bien accueilli qu'on lui confie la réalisation d'un deuxième documentaire consacré à Mussolinia di Sardegna (aujourd'hui Arborea), sur demande, selon les chroniques de l'époque, de Benito Mussolini lui-même. Bien des années plus tard, il déclarera qu'il ne pouvait pas refuser de les photographier, malgré ses sentiments antifascistes.

### Les films des années 1930

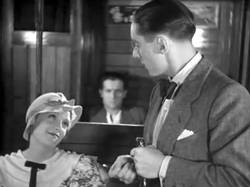
Treno popolare, le premier film réalisé par Matarazzo en 1933, présentait quelques innovations pour l'époque, mais fut un échec.

En 1933, à seulement vingt-trois ans, il signe son premier long métrage avec Treno popolare, une œuvre qui présente des traits novateurs par rapport au style cinématographique de l'époque, dans la mesure où « une société est dépeinte avec un certain réalisme dans lequel les moments d'évasion et de divertissement acquièrent de la centralité et de l'importance », un film qui voit également les débuts du musicien Nino Rota en tant que compositeur de musique de film. Le film est présenté à Rome au cinéma Barberini et reçoit un accueil très négatif de la part du public. Matarazzo, encore bien des années plus tard, se souviendra de cet épisode avec amertume : « C'était la première fois que les gens voyaient quelque chose comme ça ; ils ont crié et hué comme on n'a jamais vu huer un film auparavant ; ils étaient rouges de colère. Ce film représentait ce qu'on a appelé plus tard le néoréalisme. Ce fut une soirée très triste pour moi ».
L'échec de son premier film ne l'a pas empêché d'agir, mais l'a convaincu d'emprunter une voie plus sûre dans ses rapports avec le public. En effet, dans les années qui suivent, tout en écrivant d'autres scénarios, il réalise de nombreuses œuvres, en moyenne plus d'une par an, de nature plus traditionnelle. Après la brillante comédie Kiki (1934), c'est au tour de Il serpente a sonagli (1935), dans lequel travaillent, entre autres, des acteurs comme Andreina Pagnani, Lilla Brignone et Paolo Stoppa, et qui marque l'entrée de Matarazzo dans le genre policier. Ces deux films sont actuellement introuvables. Il reste dans le genre policier en réalisant L'anonima Roylott (1936) et Joe il rosso (1937), deux histoires avec des décors imaginaires étrangers, américains et français. Dans tous ces films, Matarazzo collabore étroitement avec un scénariste qui se fera connaître plus tard pour d'autres raisons, à savoir Guglielmo Giannini. En 1936, Matarazzo, malgré ses engagements cinématographiques croissants, travaille également au théâtre : le 28 janvier, une de ses pièces de théâtre intitulée Simmetrie est jouée au Teatro Valle de Rome, basée sur les malentendus entre époux, un thème sur lequel il évolue avec aisance, à tel point qu'il le reprendra dans Avventuriera del piano di sopra. La mise en scène est confiée à Anton Giulio Bragaglia, lié à l'avant-garde artistique et directeur du Teatro Sperimentale degli Indipendenti.

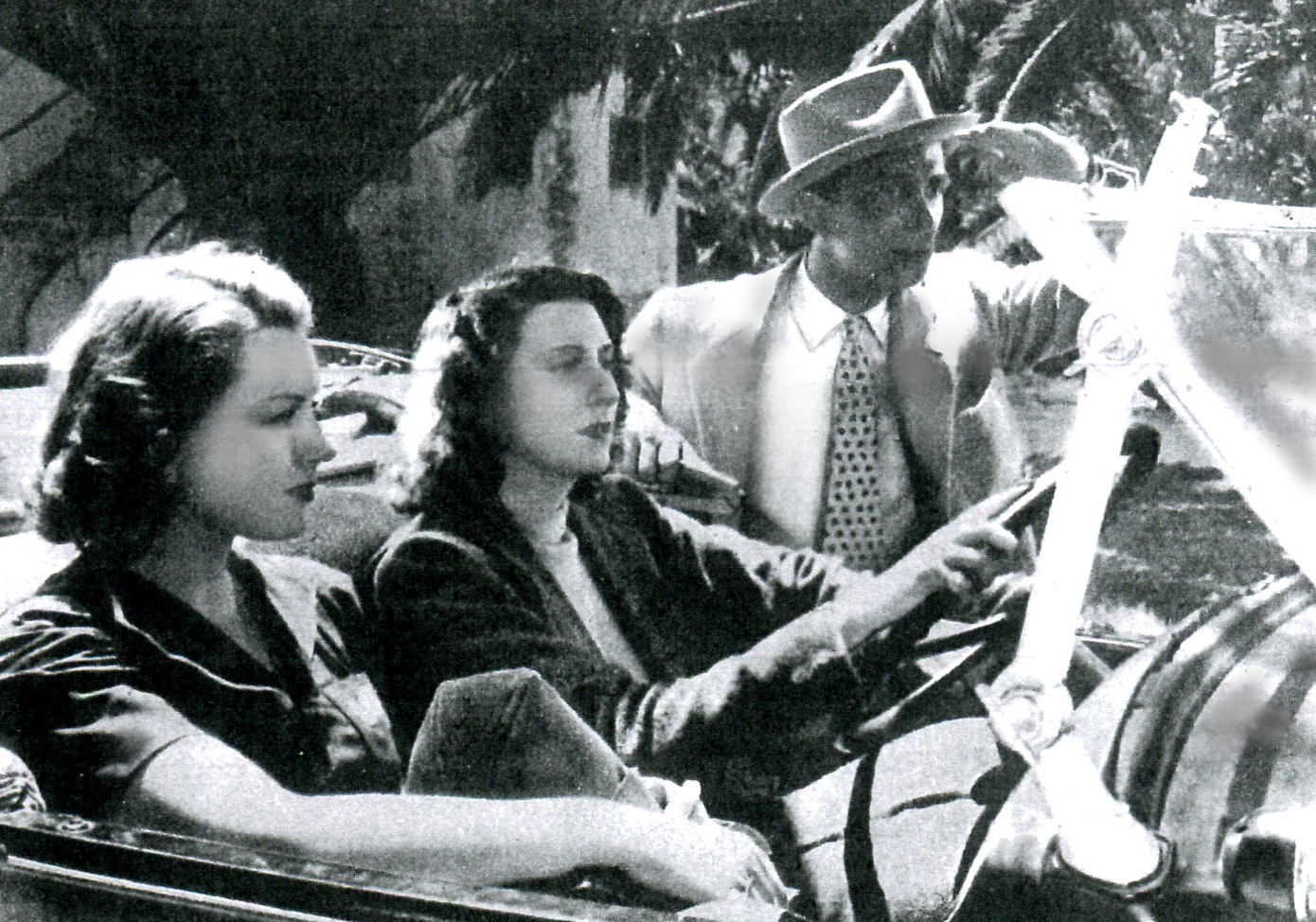
Scène du film L'albergo degli assenti (1939) avec Paola Barbara, Carla Candiani et Maurizio D'Ancora.

En 1937, il revient au cinéma et réalise deux autres films : È tornato carnevale — également introuvable aujourd'hui — et Sono stato io! avec lequel il entame sa collaboration avec la fratrie De Filippo, à laquelle participent Eduardo, Peppino et Titina. Cette collaboration se poursuit en 1939 avec Eduardo et Peppino dans Il marchese di Ruvolito, un film adapté d'une pièce de Nino Martoglio, dont il ne reste aucune copie. La même année, il revient au genre policier avec L'albergo degli assenti, un film qui se déroule sur la Côte d'Azur et qui a des accents d'épouvante.

### Les années 1940 entre la guerre, l'Espagne et l'après-guerre
La guerre n'interrompt pas l'activité prolifique de Matarazzo, qui tourne six films en quatre ans. Après deux films de moindre importance, Giù il sipario et Trappola d'amore, tous deux en 1940, il tourne en 1941 une comédie légère et burlesque — qui contraste radicalement avec le climat d'anxiété et de peur qu'instaure la guerre en cours — L'avventuriera del piano di sopra avec Vittorio De Sica et une Clara Calamai encore éloignée de son rôle des Amants diaboliques de Visconti. Vu le succès de ce film, il tourne la même année une deuxième comédie, Valse d'une nuit, moins appréciée que la première, dans laquelle il retrouve l'un des De Filippo, Peppino.

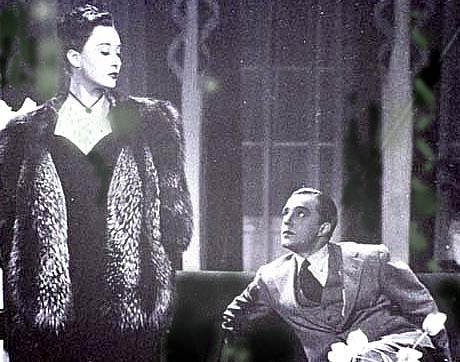
Clara Calamai et Vittorio De Sica dans L'avventuriera del piano di sopra (1941), une comédie burlesque réalisée par Matarazzo pendant les années de guerre.

Avec Jour de noces (1942), il propose à nouveau une comédie, menée tambours battants, où prévaut « la rapidité rythmique, la maîtrise du genre », tandis que l'année suivante sera l'unique rencontre de Matarazzo avec celui qui sera plus tard l'un des principaux inspirateurs de ce courant néoréaliste qui réservera tant de critiques à ses œuvres : Cesare Zavattini est en effet l'un des scénaristes de La Terreur du pensionnat, le dernier film réalisé par le cinéaste avant son départ pour l'Espagne, où, par crainte d'être rappelé, il décide de s'installer.
Il s'établit à Madrid où il réalise deux films qui ne sont pas diffusés en Italie. Le premier est Dora, la espía en 1943 (d'après une histoire de Victorien Sardou datant de 1877, déjà portée sur les écrans italiens en 1920 par Roberto Roberti), dans lequel joue une ancienne diva du cinéma muet, Francesca Bertini. L'autre est Empezó en boda en 1944. Il écrit quelques textes en prose, dont Una mujer entre los brazos qui est également joué en 1944 dans un théâtre de la capitale espagnole et qui ne serait qu'une nouvelle version théâtrale de L'avventuriera del piano di sopra sorti en Italie en 1941.
Une fois la guerre terminée, Matarazzo retourne en Italie, mais trouve un pays complètement différent de celui qu'il avait quitté en 43, ce qui génère chez lui des sentiments d'anxiété et de peur. Un changement radical se produit également dans le monde du cinéma, où de nouveaux courant naissent, et ce n'est qu'en 1947 qu'il réussit à revenir, en réalisant deux films. Le premier est un polar, Fumerie d'opium, qui compte Federico Fellini et Mario Monicelli parmi ses scénaristes et qui, longtemps considéré comme perdu, a été redécouvert récemment. De son œuvre suivante, la comédie Lo sciopero dei milioni (1948) — à laquelle Steno a également collaboré en tant que scénariste —, aucune copie n'est actuellement traçable.

### Le succès des années 1950

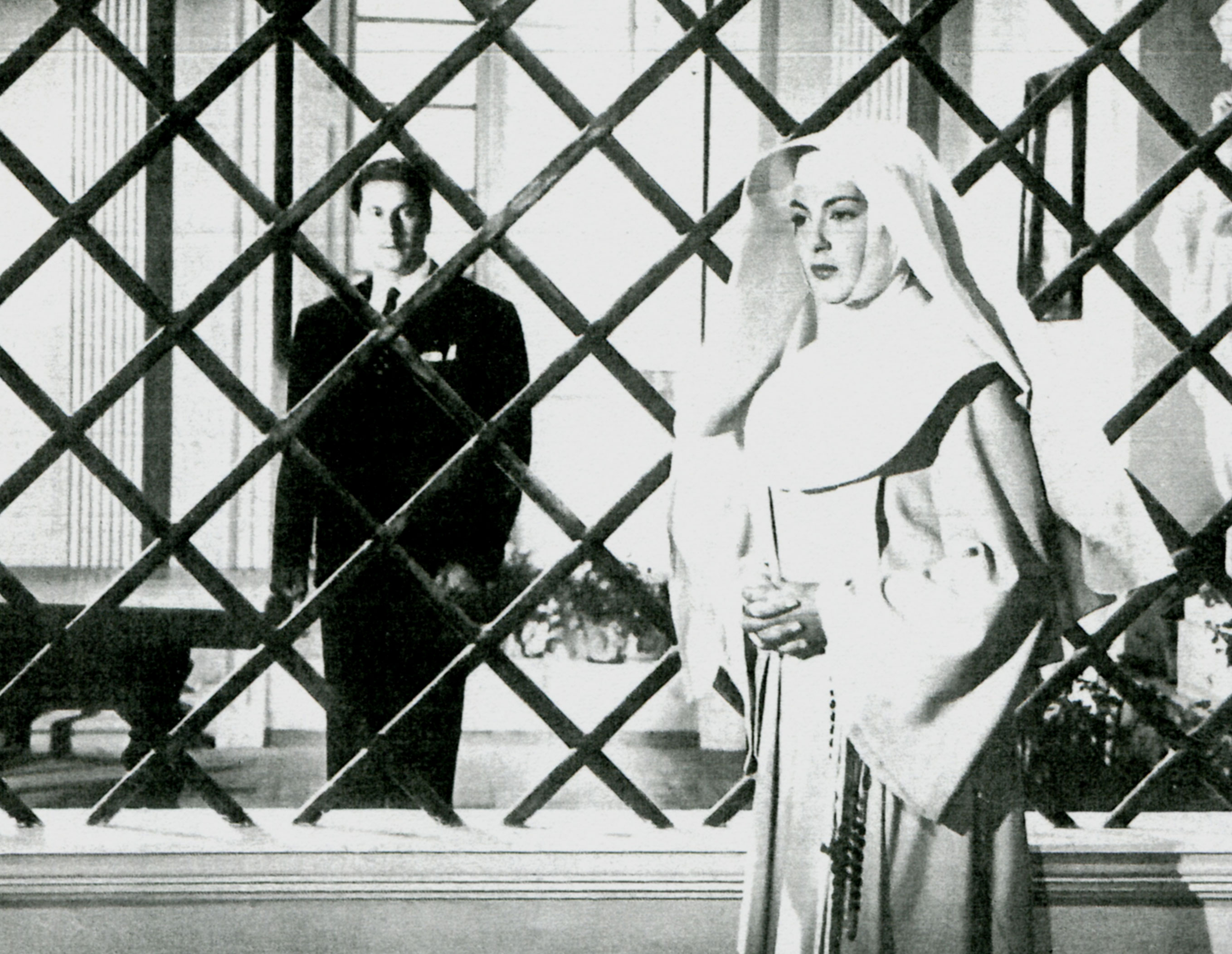
Une scène du Fils de personne, succès au box-office Italie 1951 avec huit millions d'entrées.

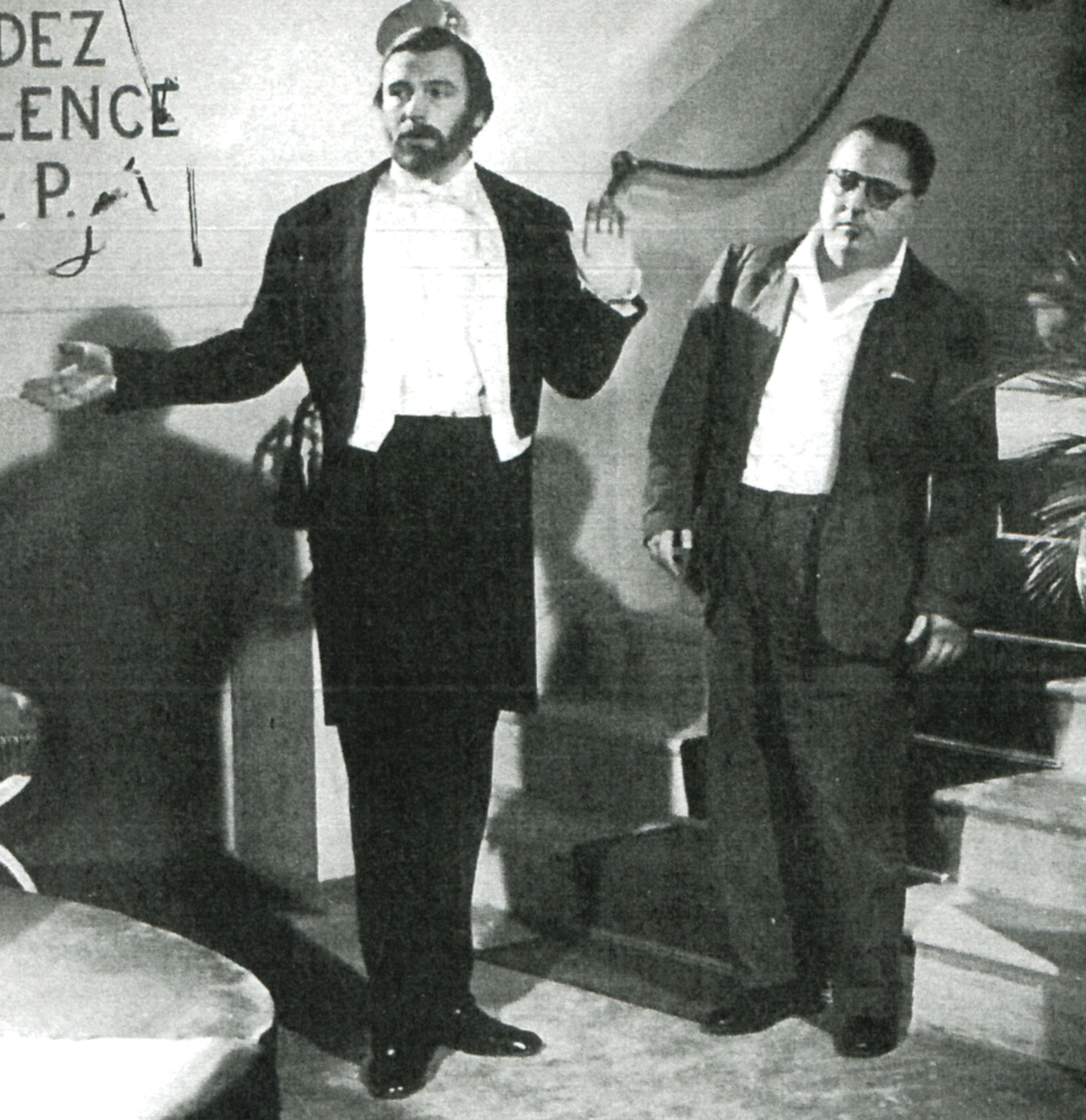
Sur le plateau de Verdi (1953) : le réalisateur Matarazzo (à droite) avec l'interprète Pierre Cressoy.

En 1949, Matarazzo s'essaie à une adaptation de la célèbre histoire de Paolo et Francesca, qui constitue « un passage de la comédie au mélodrame » et, peut-être pour cette raison, il est appelé par Gustavo Lombardo (it), propriétaire de Titanus, pour réaliser Le Mensonge d'une mère, que le producteur, le considérant comme un film de série B, destine aux circuits mineurs en le faisant réaliser par « un artisan talentueux ». Mais le film, qui sort en 1950, connaît au contraire un succès commercial inattendu et retentissant, se plaçant 1er du box-office Italie 1949 avec 8 352 273 entrées pour une recette d'environ 735 millions de lires, bien que sa projection soit déconseillée par le Centro Cattolico Cinematografico, qui l'exclut du circuit généralisé des cinémas paroissiaux. Ce succès inattendu ouvre presque fortuitement un courant cinématographique, avec le couple Amedeo Nazzari et Yvonne Sanson comme têtes d'affiche, qui, pendant toute la première moitié des années 1950, recueillera à la fois une énorme popularité auprès du public, des recettes record et le désintérêt ou des évaluations négatives, parfois méprisantes, de la part de la critique officielle. Un succès que Matarazzo lui-même n'avait pas prévu, au point d'accepter le très modeste cachet de 200 000 lires, en renonçant à tout droit à un quelconque revenu de l'œuvre. 
La société de production Titanus, où entre-temps Gustavo Lombardo, décédé en 1951, avait été remplacé par son fils Goffredo, n'hésita pas à exploiter le succès foudroyant du Mensonge d'une mère. Un scénario dont la transposition à l'écran avait déjà connu un grand succès au début des années 1920, I figli di nessuno (it), est repris et actualisé, toujours avec le duo Nazzari-Sanson, avec le film Le Fils de personne. La même année, toujours dans la même veine et avec la même distribution, Bannie du foyer voit le jour. Les résultats sont encore plus sensationnels : les deux films se hissent respectivement à la troisième place du box-office Italie 1950 et à la deuxième place du box-office Italie 1951, cumulant près de 16 millions d'entrées pour 1,7 milliard de recettes, une somme jamais atteinte dans les cinémas italiens et que peu d'autres réalisateurs parviendront à atteindre au cours de la décennie.

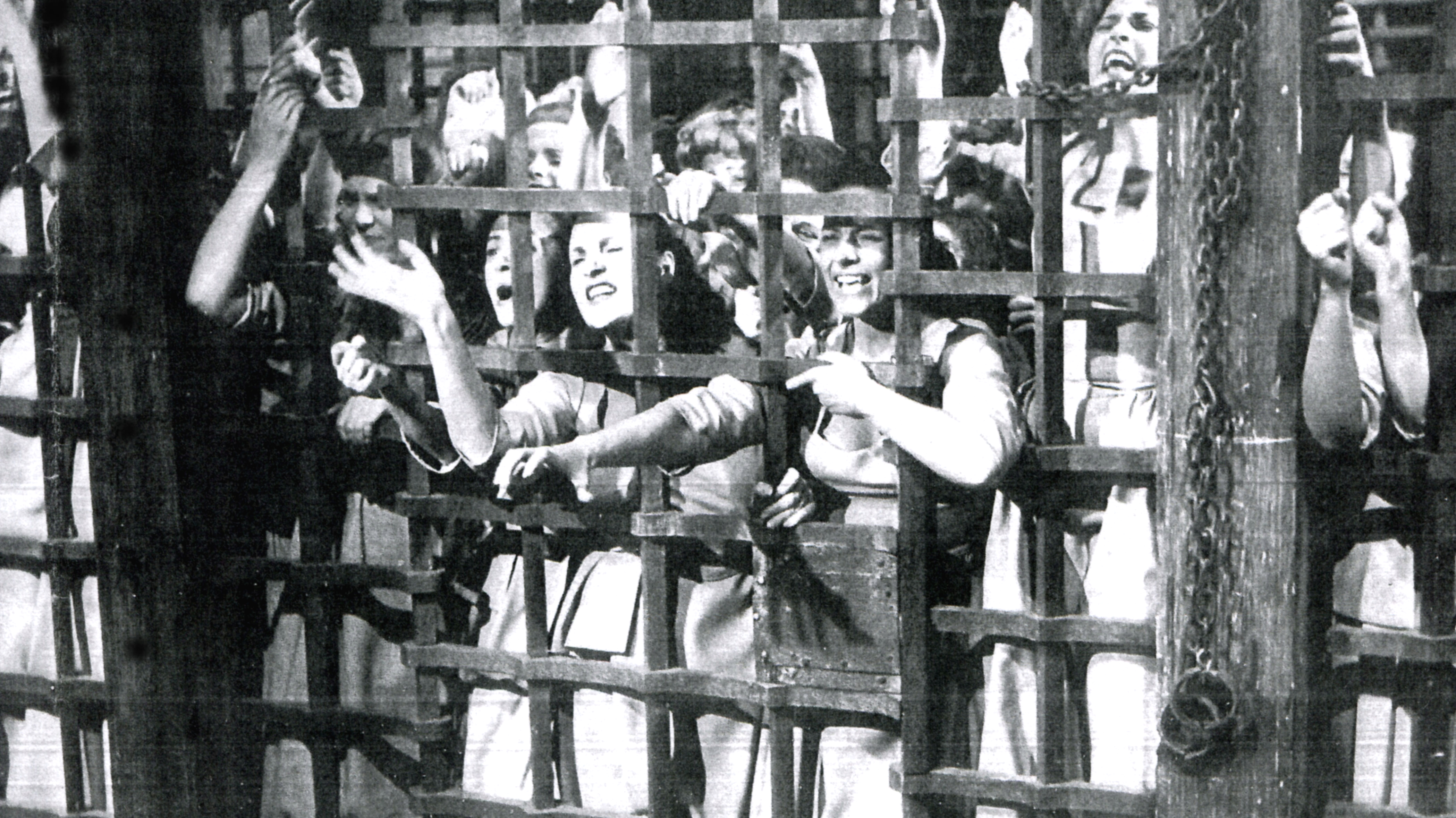
Le Navire des filles perdues (1954), un film considéré comme insolite et obscène parmi ceux réalisés par Matarazzo dans les années 1950.

1952 est pour Matarazzo, alors fondateur d'un genre très imité, une année de relative tranquillité au cours de laquelle il se contente de réaliser La Nuit de la trahison, avec Massimo Girotti comme interprète, qui connaîtra un succès mitigé. Mais ce n'est qu'une pause, car l'année suivante le film biographique Verdi et Qui est sans péché ?, une adaptation du roman d'Alphonse de Lamartine, Geneviève, histoire d'une servante qui met de nouveau en vedette le duo Nazzari-Sanson, est à nouveau en tête du box-office. Le succès des films de Matarazzo se poursuit en 1954, année au cours de laquelle sortent pas moins de trois films réalisés par le cinéaste : à côté du Cyclone et des Larmes d'amour où l'on retrouve à nouveau le duo Nazzari-Sanson, sort également Le Navire des filles perdues, considéré comme insolite par rapport aux canons des autres films, dans la mesure où « le caractère charnel de l'érotisme féminin apparaît de façon si inhabituelle pour l'époque que ce film subversif a été coupé par la censure de façon irrémédiable et décourageante ». Une fois de plus, les titres des films réalisés par Matarazzo sont en bonnes places des palmarès commerciaux d'une année riche en œuvres importantes pour le cinéma italien (Senso de Luchino Visconti, La Pensionnaire d'Alberto Lattuada, La Belle Romaine de Luigi Zampa et La strada de Federico Fellini, qui remportera un Oscar).
La Femme aux deux visages (1955) commence exactement là où Le Fils de personne (avec toujours les mêmes interprètes Nazzari-Sanson) s'était terminé. À ce titre s'ajoute Les Enfants de la violence avec Lea Padovani, Anna Maria Ferrero et Pierre Cressoy, qui tente une incursion dans les tragédies causés non seulement par les affaires privées et familiales, mais aussi par la violence de la guerre. Ces deux films rencontrent également le succès auprès du public, même s'ils n'atteignent plus les sommets des palmarès. Les goûts commencent à changer : l'année suivante, en 1956, Matarazzo réalise La Fille de la rizière, qui offre à Elsa Martinelli son premier rôle important en Italie, dans un film qui remporte un bon succès public, même si beaucoup y voient une copie de Riz amer (1950), ce que Matarazzo nie catégoriquement.

### Déclin et solitude dans les années 1960

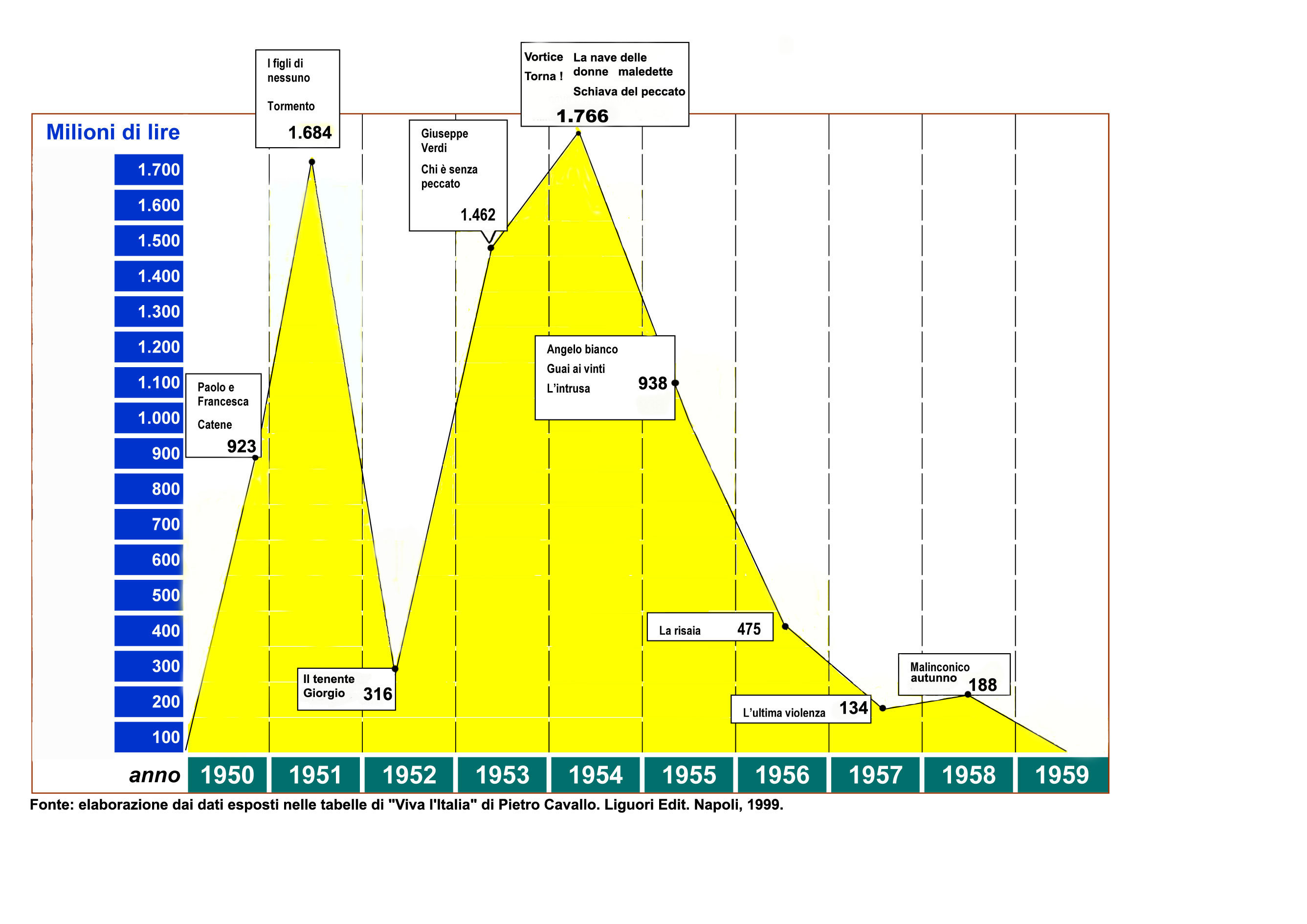
Le graphique montre (en millions de lires) la popularité soudaine et la chute commerciale tout aussi rapide des films réalisés par Matarazzo au cours des années 1950.

Vers la fin des années 1950, la crise du mélodrame, jusqu'alors latente, devient évidente à la suite des transformations des goûts cinématographiques de la société italienne, qui avaient déjà commencé en 1952 avec les succès du néoréalisme rose (Deux Sous d'espoir de Renato Castellani) et en 1953 avec Pain, Amour et Fantaisie qui proposait la pétillante Lollobrigida à la place de la nonchalante Sanson. Elle est le fruit de la « modernisation par étapes forcées, produite au tournant des années 1950 et 1960 par le miracle économique (émigration interne, urbanisation, disparition des dialectes, extinction de la culture paysanne, consommation de masse), qui a profondément changé l'anthropologie de l'Italie ».
Matarazzo réalise et sort L'ultima violenza en 1957, avec Yvonne Sanson seule, et Automne mélancolique en 1958 (qui sera également distribué en Espagne sous le titre Café de puerto comme une tentative d'exporter le genre mélo dans un pays que Matarazzo connaît bien pour y avoir vécu pendant la guerre) dans lequel, avec l'intention de renouer avec les succès passés, Matarazzo travaille à nouveau, et pour la dernière fois, avec Nazzari et Sanson dans un film dont le titre semble évoquer sa parabole professionnelle personnelle. Le déclin est très rapide : dès le début des années 1960, alors que les œuvres de cinéastes comme Carmine Gallone, Vittorio Cottafavi, Carlo Ludovico Bragaglia ou Camillo Mastrocinque, eux aussi considérés comme « populaires », continuent de figurer en tête du box-office, les films de Matarazzo disparaissent.

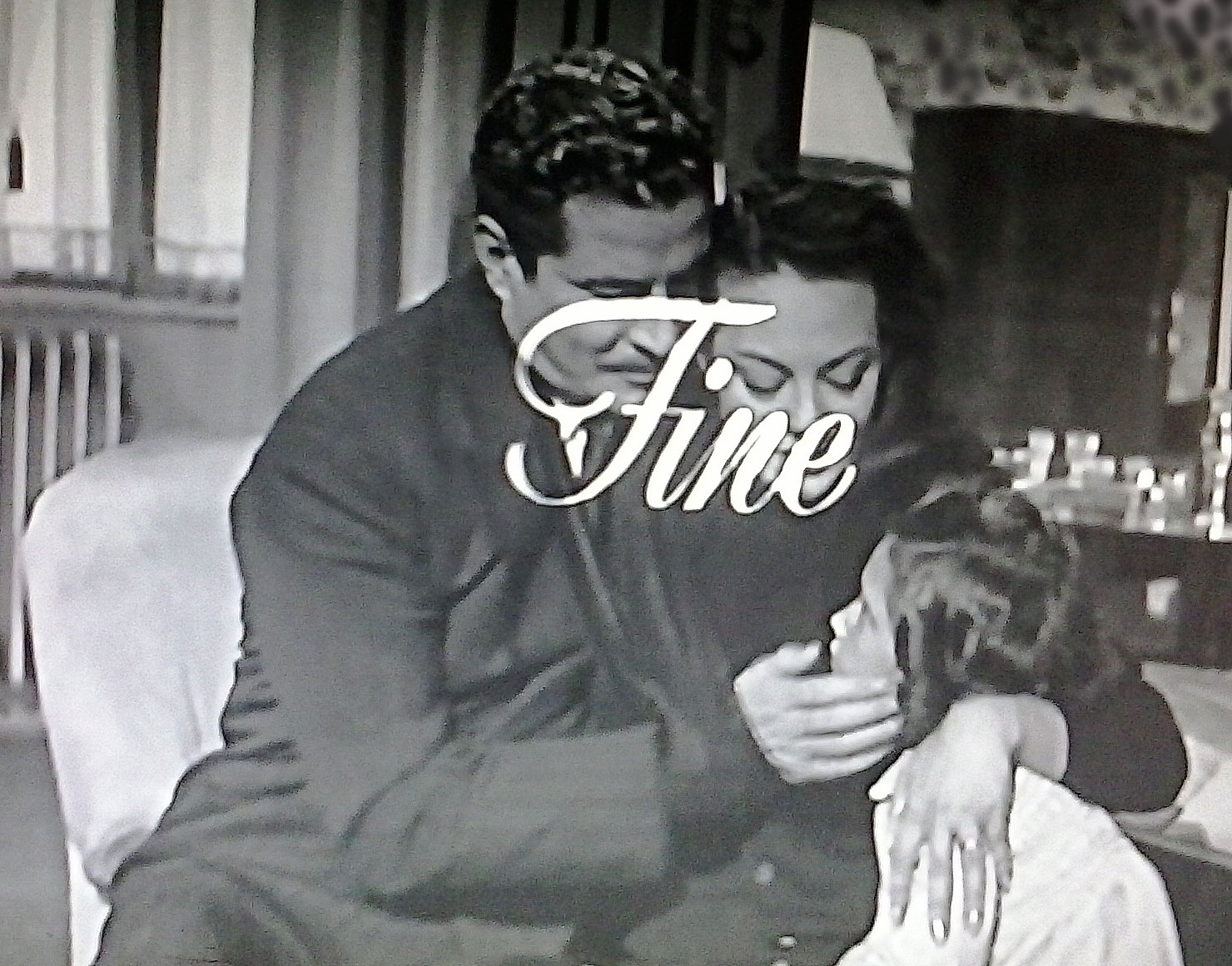
Scène de tendresse avec Amedeo Nazzari et Yvonne Sanson à la fin du film Larmes d'amour (1953).

Matarazzo négocie donc difficilement le tournant des années 1960. L'année de La dolce vita de Federico Fellini, symbole d'un profond changement des goûts et des valeurs sociales, il réalise Cerasella, une comédie avec des chansons napolitaines, qui n'a pas beaucoup de succès. Dans les années suivantes, il reste en quelque sorte prisonnier d'un cliché qui veut qu'il réalise des mélodrames et dont il tente en vain de se libérer en proposant au producteur Lombardo des scénarios différents et des solutions de coproduction économique, tirant de cette situation une frustration personnelle, puisqu'il doit attendre deux ans avant de pouvoir repasser derrière la caméra.
En 1963, il tente, sans grand succès, de percer dans la comédie italienne avec Adultero lui, adultera lei, en utilisant un comédien célèbre et apprécié comme Gino Bramieri et deux actrices de genre telles que Marilù Tolo et Maria Grazia Buccella. Mais à cette époque, les producteurs ne considèrent plus le travail du réalisateur comme important, à tel point que son avant-dernier film, I terribili sette (1964), ne rencontre qu'un succès public modeste, en raison également d'une distribution très limitée. Il décide alors d'autoproduire, en y investissant beaucoup d'argent, ce qui sera son dernier film, Amore mio (1964), qui sera cependant un nouvel échec, distribué par Titanus seulement dans quelques villes de province et jamais projeté à Rome.
Matarazzo survit deux ans après cette nouvelle défaite. Il meurt à Rome le 17 mai 1966 et l'on sait peu de choses sur sa mort. Nous savons de lui, écrit Stefano Della Casa, qu'il est mort d'un infarctus dû à la peur d'être malade], qu'il avait subi lors d'une série d'examens cliniques à l'hôpital Umberto I de Rome. Homme timide, réservé de façon presque obsessionnelle, jaloux de ses livres et de sa collection de disques de jazz, très superstitieux, sa mort passe presque inaperçue dans le monde tumultueux du cinéma italien du milieu des années 1960, bien qu'il ait fait partie pendant plusieurs années du groupe de réalisateurs non seulement les plus connus, mais aussi les plus aptes à générer des succès commerciaux. Il faudra attendre dix ans, mais en fait plus de vingt depuis ses films les plus réussis, pour que sa carrière soit reconsidérée et réévaluée par la critique.

## Filmographie

### Réalisateur
- 1932 : Littoria (documentaire)
- 1933 : Mussolinia di Sardegna (documentaire)
- 1933 : Treno popolare
- 1934 : Kiki (film perdu)
- 1935 : Il serpente a sonagli (film perdu)
- 1936 : Joe il rosso
- 1936 : L'anonima Roylott
- 1937 : Sono stato io!
- 1937 : È tornato carnevale (film perdu)
- 1939 : L'albergo degli assenti
- 1939 : Il marchese di Ruvolito (film perdu)
- 1940 : Giù il sipario
- 1940 : Trappola d'amore
- 1941 : Valse d'une nuit (Notte di fortuna)
- 1941 : L'avventuriera del piano di sopra
- 1942 : Jour de noces (Giorno di nozze)
- 1943 : La Terreur du pensionnat (Il birichino di papà)
- 1943 : Dora, la espía
- 1943 : Empezó en boda
- 1947 : Lo sciopero dei milioni
- 1947 : Fumerie d'opium (La fumeria d'oppio)
- 1949 : Le Mensonge d'une mère (Catene)
- 1950 : Paolo et Francesca (Paolo e Francesca)
- 1951 : Bannie du foyer (Tormento)
- 1951 : Le Fils de personne (I figli di nessuno)
- 1952 : Qui est sans péché ? (Chi è senza peccato...)
- 1952 : La Nuit de la trahison (Il tenente Giorgio)
- 1953 : Le Cyclone (Vortice)
- 1953 : Verdi (Giuseppe Verdi)
- 1953 : Larmes d'amour (Torna!)
- 1954 : Le Navire des filles perdues (La nave delle donne maledette)
- 1954 : L'Esclave du péché (La schiava del peccato)
- 1955 : La Femme aux deux visages (L'angelo bianco)
- 1956 : L'Intruse (L'intrusa)
- 1956 : Les Enfants de la violence (Guai ai vinti)
- 1956 : La Fille de la rizière (La risaia)
- 1957 : L'ultima violenza
- 1958 : Automne mélancolique (Malinconico autunno)
- 1959 : Cerasella
- 1963 : Adultero lui, adultera lei
- 1964 : I terribili sette
- 1964 : Amore mio

### Scénariste
- 1932 : La telefonista (it) de Nunzio Malasomma
- 1932 : Due cuori felici (it) de Baldassarre Negroni
- 1933 : La voce lontana (it) de Guido Brignone
- 1933 : Fanny (it) de Mario Almirante
- 1934 : Frutto acerbo (it) de Carlo Ludovico Bragaglia
- 1936 : L'ambasciatore (it) de Baldassarre Negroni
- 1938 : L'amor mio non muore! de Giuseppe Amato
- 1940 : L'imprevisto (it) de Giorgio Simonelli
- 1942 : Des violettes dans les cheveux (Violette nei capelli) de Carlo Ludovico Bragaglia